# Josef Edmund Jörg
Josef Edmund Jörg (* 23. Dezember 1819 in Immenstadt; † 18. November 1901 auf Burg Trausnitz in Landshut) war ein bayerischer Historiker, Publizist, Archivar und Politiker. Er gehörte der Kammer der Abgeordneten des Bayerischen Landtags (1865–1881), dem Zollparlament (1868–1870) und dem Reichstag (1874–1878) an und war maßgeblich an der Gründung der Bayerischen Patriotenpartei beteiligt. Von 1852 bis 1901 war er Herausgeber der Historisch-politischen Blätter für das katholische Deutschland.

## Leben und Wirken
Jörg kam als Sohn des Glasermeisters und Gerichtsschreibers Franz Joseph Jörg (1788–1841) und dessen Frau Balbina, geb. Hauber (1798–1834) zur Welt. Er verbrachte die ersten Lebensjahre in seiner Geburtsstadt Immenstadt, bevor er die Gymnasien in Füssen und Kempten mit großem Erfolg besuchte. Mit dem Ziel, Priester zu werden, nahm Jörg 1838 das Studium an der Universität München auf. Er absolvierte zunächst zwei philosophische Jahre und wechselte dann zum Studium der Theologie, das er 1843 abschloss. Jörg hatte bereits die niederen Weihen erhalten, als er Walburga Berner kennenlernte und sich in sie verliebte. Er gab die geistliche Laufbahn auf und heiratete Walburga im Jahr 1847. Das Paar hatte sechs Kinder. Nach dem Tod seiner ersten Frau im Jahr 1866 heiratete Jörg 1867 Ida Prand († 1901), mit der er weitere sieben Kinder hatte.
Durch seinen Lehrer in Kirchengeschichte Ignaz von Döllinger erhielt Jörg schon als Student Zugang zum Kreis um Joseph Görres, dem Gelehrte wie Georg Phillips und Ernst von Lasaulx angehörten. Dieser Kreis katholischer Erneuerung ermöglichte Jörg auch den Umgang mit der Familie des Ministers Karl von Abel, mit dessen Sohn Ludwig Jörg eine lebenslange Freundschaft verbinden sollte. Döllinger unterstützte den mittellosen Jörg, nachdem dieser die Priesterlaufbahn aufgegeben hatte, indem er ihn 1844 als Mitarbeiter anstellte. Seine Aufgabe bestand in der Sammlung von Quellen zur Reformationsgeschichte, auf deren Basis Döllinger sein gegen Ranke gerichtetes und 1846 bis 1848 in drei Bänden publiziertes Werk Die Reformation, ihre Entwicklungen und ihre Wirkungen im Umfange des lutherischen Bekenntnisses erarbeitete. Dem Thema blieb Jörg verbunden und veröffentlichte 1851 sein erstes eigenes Buch Deutschland in der Revolutionsperiode von 1522 bis 1526, in dessen Mittelpunkt der Bauernkrieg stand, den Jörg als Revolution interpretierte.
Wiederum auf Empfehlung Döllingers wurde Jörg 1846 als Praktikant beim Bayerischen Reichsarchiv in München angenommen. Er wurde zum Archivar ausgebildet und erlangte im November 1852 eine Anstellung als zweiter Kanzlist im Münchner Reichsarchiv. Zu dieser Zeit war Jörg bereits als politischer Publizist in Erscheinung getreten. Ein Text aus dem Jahr 1857, der sich kritisch mit der bayerischen Bürokratie auseinandersetzte, führte zu einem Konflikt mit Innenminister August Lothar von Reigersberg, der für Jörgs Versetzung auf eine untergeordnete Stelle am Archiv in Neuburg an der Donau sorgte. Alle Bemühungen um Versetzung blieben in der Ära Maximilians II. erfolglos und erst nach der Thronbesteigung Ludwigs II. wurde Jörg zum 1. Oktober 1866 als Vorstand des Archivkonservatoriums (Staatsarchiv Niederbayern) und Schlossverwalter der Burg Trausnitz berufen. Diese Stellung bekleidete Jörg bis zu seinem Tod.
Nach dem Ausscheiden Georg Phillips 1851 und dem Tod von Guido Görres 1852, die die Redaktion der 1838 gegründeten Historisch-politischen Blätter für das katholische Deutschland geleitet hatten, wurde Jörg die Redaktion der Blätter durch die Besitzerfamilie Görres übertragen, wofür neben seiner fachlichen Qualifikation die gute Vernetzung im Görreskreis ausschlaggebend war. Jörg leitete die „einflussreichste Zeitschrift des deutschen Katholizismus“ bis 1901, seit 1857 gemeinsam mit Franz Binder, der sich insbesondere um den literarischen Teil der Zeitschrift kümmerte. Jörg fungierte stets als Hauptherausgeber der Blätter, deren Profil er auch durch zahlreiche eigene Beiträge prägte. Dabei sind seine Zeitläufe hervorzuheben, die von 1852 bis 1901 jedem Heft vorangestellt waren und in denen Jörg aktuelle politische Themen erörterte. Sie bildeten auch die Grundlage der Bücher, die Jörg publizierte.
Bei den Landtagswahlen im April 1863 kandidierte Jörg im Wahlkreis Neumarkt in der Oberpfalz, wo er als Ersatzmann gewählt wurde. Am 24. April 1865 zog er für den ausgeschiedenen Abgeordneten Joseph Ernst in die Kammer der Abgeordneten ein. Er gehörte dem Landtag bis 1881 an: im Mai 1869 wurde er erneut im Wahlkreis Neumarkt gewählt, bei den Neuwahlen im November 1869 im Wahlkreis Kempten, bei seinen letzten Landtagswahlen 1875 dann im Wahlkreis Landshut. Bei der Zollparlamentswahl 1868 wurde Jörg im Wahlkreis Neumarkt gewählt, schloss sich in Berlin der Süddeutschen Fraktion an und nahm an den drei Sessionen des Parlaments bis Frühjahr 1870 teil, ohne aber als Redner im Plenum hervorzutreten. An der ersten Reichstagswahl 1871 beteiligte sich Jörg nicht. Bei der Wahl im Jahr 1874 wurde er im Wahlkreis Augsburg gewählt und dort bei der Wahl 1877 bestätigt. Nach der Reichstagsauflösung 1878 trat Jörg nicht mehr an.
Für den überzeugten Großdeutschen Jörg stellte der Ausgang des Deutschen Krieges 1866 eine herbe Enttäuschung dar. Fortan setzte er sich für den Erhalt der bayerischen Souveränität ein. Er lehnte den im August 1866 geschlossenen und im März 1867 publizierten Bündnisvertrag zwischen Preußen und Bayern ebenso ab wie den revidierten Zollvereinsvertrag vom Juli 1867. Jörg entwickelte sich zu einer Führungsfigur der katholisch-konservativen Kräfte, die sich gegen die kleindeutsche Einigungspolitik, die liberale Wirtschafts- und Gesellschaftspolitik und die antiklerikale Kulturpolitik der Regierung Hohenlohe-Schillingsfürst sammelten. Nach den Landtagswahlen im Mai 1869 gehörte Jörg zu den Zollparlamentariern mit Landtagsmandat, die sich bei einem Treffen in Berlin am 11. Juni 1869 verabredeten, in der Abgeordnetenkammer künftig eine Patriotische Fraktion zu bilden. So geschah es im September 1869, worin der Gründungsakt der Bayerischen Patriotenpartei gesehen werden kann, zu deren programmatischem Führer Jörg wurde. In die Zeit des Zollparlaments fiel auch Jörgs Einsatz gegen die Dogmatisierung der päpstlichen Unfehlbarkeit, wofür er die Berliner Laien-Adresse mitinitiierte.
Mit der Krise, die im Sommer 1870 zum Deutsch-Französischen Krieg führte, kam die Deutsche Frage wieder auf die Tagesordnung. König Ludwig II. hatte die bayerische Armee am 16. Juli mobilisiert, am 18. Juli legte die Regierung der Abgeordnetenkammer eine außerordentliche Kreditforderung zum Unterhalt des Heeres vor. Jörg gehörte dem noch am selben Tag eingesetzten besonderen Ausschuss an, der die Entscheidung vorbereitete, und fungierte als Referent für den politischen Teil der Forderung. Er setzte im Ausschuss mit der patriotischen Mehrheit ein Votum durch, das die geforderte Kreditsumme zwar bewilligte, Bayern aber zu „bewaffneter Neutralität“ verpflichtete. Diese Linie vertrat Jörg auch in der entscheidenden Plenarsitzung am 19. Juli 1870, wobei er mit der Banalität des Kriegsgrundes, mit der Beschränkung der königlichen Souveränität durch die Unterstellung der bayerischen Armee unter preußischen Oberbefehl im Kriegsfall und mit der Bedrohung der bayerischen Pfalz durch Frankreich argumentierte. Doch stellten sich Abgeordnete der eigenen Fraktion wie Max Huttler und Johann Nepomuk Sepp gegen Jörg. Diesem gelang es nicht, die Mehrheitsfraktion (80 von 154 Abgeordneten) geschlossen zu halten: In der Schlussabstimmung wurden die Kredite mit 101 zu 47 Stimmen bewilligt.
Eine ähnliche parlamentarische Konstellation ergab sich im Winter 1870/71, als die Abgeordnetenkammer mit den Novemberverträgen konfrontiert wurde, die wegen ihres verfassungsändernden Charakters eine Zweidrittelmehrheit erforderten. Die patriotische Fraktion spaltete sich im Dezember 1870 in eine ablehnende Mehrheit, geführt von Jörg, und eine zustimmende Minderheit um die Abgeordneten Ludwig von Weis und Max Huttler. Jörg wurde wieder zum Referenten eines besonderen Ausschusses gewählt und konnte das Ausschussvotum erneut in seinem Sinn auf Ablehnung festlegen. Zwar war die Spaltung der Fraktion in der vom 11. bis zum 21. Januar 1871 geführten Debatte offenkundig, doch glaubte Jörg bis zuletzt, dass die ablehnenden Stimmen ausreichen würden, um die Zweidrittelmehrheit zu verhindern. Doch in der Schlussabstimmung am 21. Januar 1871 wurde das Vertragswerk mit 102 zu 48 Stimmen (nur zwei Stimmen über der qualifizierten Mehrheit) angenommen. Jörg sprach von einem Gefühl „vollständigster Resignation“ und erwog vorübergehend, „demnächst den Rückzug aus dem parlamentarischen Leben anzutreten.“
Jörg blieb als Partei- und Fraktionsführer in der Abgeordnetenkammer und stand damit einem politischen Gebilde vor, dessen Charakter und Problematik er selbst beschrieb: „Die Patriotische Partei besitzt und vertritt keine Doktrin, sie will niemandem ein System oktroyieren und sie würde sehr in Verlegenheit kommen, wenn sie ein in die staatsrechtlichen Einzelheiten eingehendes Programm aufstellen sollte. Sie weiß nur sehr genau, was sie nicht will.“ Jörg war in seiner Aufgabe bis 1881 permanent damit beschäftigt, die heterogene, zu Flügelbildung und Abspaltung neigende Fraktion, beisammenzuhalten. Dabei hatte er in den ersten Jahren mit der nationalen Abspaltung der Huttler-Gruppe im Gefolge der Entscheidungen von 1870/71 zu tun. Diese hatte sich unter der Bezeichnung Centrum (ca. 30 Abgeordnete) organisiert, kehrte aber angesichts des sich verschärfenden Kulturkampfs zum größten Teil zu Jörgs Mehrheitsfraktion zurück. Nach den Wahlen von 1875 gingen die Spaltungstendenzen eher von der reaktionären Minderheit in der Fraktion aus, die Jörgs Mittelposition prinzipiell und taktisch-strategisch ablehnte: Sie sahen in der Partei keine politische, sondern eine konfessionell-katholische Gemeinschaft, der es um die Herstellung eines „katholischen Staates“ zu gehen habe; dafür befürwortete diese Gruppe eine harte Oppositionsstrategie gegen die Regierung Lutz bis hin zu Budgetverweigerung und kollektiver Mandatsniederlegung der Abgeordneten. Ihren Exponenten fanden diese Parlamentarier in Alois Rittler, der die Extremen als Freie Vereinigung sammelte (nur 8 Abgeordnete). Zwar konnte Jörg die große Mehrheit der Fraktion stets hinter sich vereinen und genoss als Person auch bei den Abweichlern großen Respekt, doch war die Schlagkraft der Partei nachhaltig geschwächt, was bei Jörg zu wachsender Resignation führte. Schon die Auflösung des Reichstages 1878 bezeichnete er als „wohlthätige Fügung“, die ihm ermögliche, „mit Ehren davon zu kommen“. Jörgs Begründung, weshalb er 1881 nicht mehr für den Landtag kandidieren wollte, bestätigt den Eindruck der Resignation: „Alles überlebt sich in der Welt. Jedenfalls habe ich mich als Parlamentarier überlebt und es ist mir sehr zweifelhaft, ob ich nicht besser gethan hätte, vor sechs Jahren kein Mandat anzunehmen.“
Jörg war „eine der markantesten Gestalten im deutschen Katholizismus des 19. Jahrhunderts.“ Als Publizist analysierte er aus „katholisch-konservativ-großdeutscher Gesinnung“ die großen Fragen der Zeit mit wachem Blick für die „gewaltigen Umbrüche in Staat und Gesellschaft durch Revolution und Industrialisierung“, mit einer klaren Positionierung „gegen den Nationalstaat, gegen den Liberalismus in Religion, Staat, Gesellschaft und Wirtschaft, gegen die preußisch-kleindeutsche Lösung der deutschen Frage“ und mit dem „Bewußtsein der Bedeutung der sozialen Frage und mit starkem sozialpolitischem Engagement.“. Als Politiker war Jörg über ein Jahrzehnt der „geistige Kopf“ der Patriotenpartei, vergleichbar mit der Position von Ludwig Windthorst im Reichstag und im preußischen Abgeordnetenhaus, allerdings ohne dessen Führungsautorität und dessen taktisches Geschick. Er wurde als „mehr pessimistischer Charakter (...) oft von Zweifeln über den Sinn seines Tuns geplagt“ und empfand das Ausscheiden aus der praktischen Politik letztlich als Erlösung. In Jörgs Weltdeutung finden sich – ein weiterer Unterschied zu Windthorst – auch antijüdische bzw. antisemitische Stereotype: Er polemisierte gegen den „Emancipationsschwindel“ und bezeichnete das Wirken von Juden als „corrosives Gift“. Jörg vermutete, dass der Kulturkampf im Interesse der Börse geführt worden sei: „So ist dieser unblutige Religionskrieg allerdings sehr diensam gewesen, um den Mamelucken der Geldmacht in den parlamentarischen Körpern ihre Mehrheit und ihren Einfluß zu sichern (...)“; Jörg sprach auch vom „verjudeten Liberalismus in deutschen Landen“.

## Veröffentlichungen (Auswahl)
- Deutschland in der Revolutionsperiode von 1522 bis 1526. Aus den diplomatischen Correspondenzen und Original-Akten bayerischer Archive dargestellt. Herder, Freiburg/Br. 1851
- Glossen zur Tagesgeschichte, Aphoristische Zeitläufte, Zeitläufe und verschiedene Artikelserien in den Historisch-Politische Blättern der Jahre 1852–1901
- Der Irvingianismus. Abgedr. aus den Historisch-Politische Blättern, München 1856
- Geschichte des Protestantismus in seiner neuesten Entwicklung. 2 Bände, Freiburg/Br. 1858
- Die neue Ära in Preußen. Regensburg 1860
- Geschichte der socialpolitischen Parteien in Deutschland. Herder, Freiburg/Br. 1867